# Partit Democristià Lituà
El Partit Democristià Lituà (lituà) fou un partit polític de Lituània d'inspiració democristiana fundat el 1905, desactivat el 1940 i reactivat el 1990 per Algirdas Saudargas. La seva ideologia es basava en l'encíclica de Lleó XIII Rerum novarum i fou actiu dins el moviment escolta.
El 28 de gener de 1989 va reprendre les seves activitats i a les eleccions legislatives lituanes de 1992 va obtenir el 12,2% dels vots i 18 escons, sent la tercera força més votada. A les eleccions legislatives lituanes de 1996 novament van obtenir el 12,2% i 16 escons, sent la segona força més votada. Tanmateix, a les eleccions legislatives lituanes de 2000 van caure al 3,07% i 2 escons. Això provocà que juntament amb la Unió Democristiana s'unís als Democristians Lituans, i degut al poc ressò electoral el 2008 es van fusionar amb la Unió Patriòtica (Conservadors Lituans), que des d'aleshores canvià el seu nom pel d'Unió Patriòtica - Democristians Lituans.

## Resultats electorals
| Any                               | Líder               | Vots                    | %                       | Escons   | +/- |
| --------------------------------- | ------------------- | ----------------------- | ----------------------- | -------- | --- |
| 1920                              | Mykolas Krupavičius | 239,900                 | 35.16                   | 46 / 112 | Nou |
| 1922                              | Mykolas Krupavičius | 138,912                 | 17.11                   | 15 / 78  | 31  |
| 1923                              | Mykolas Krupavičius | 130,211                 | 14.45                   | 14 / 78  | 1   |
| 1926                              | Mykolas Krupavičius | 128,126                 | 12.59                   | 14 / 85  | =   |
| Dissolució del partit (1935-1989) |                     |                         |                         |          |     |
| 1990                              | Algirdas Saudargas  |                         |                         | 2 / 141  | Nou |
| 1992                              | Algirdas Saudargas  | Coalició LKDP-LPKTS-LDP | Coalició LKDP-LPKTS-LDP | 14 / 141 | 12  |
| 1996                              | Algirdas Saudargas  | 136,259                 | 10.43                   | 16 / 141 | 2   |
| 2000                              | Zigmas Zinkevičius  | 45,227                  | 3.07                    | 2 / 141  | 14  |